# Tchaj-cung (Sung)
Tchaj-cung (čínsky pchin-jinem Tàizōng, znaky 太宗; 20. listopadu 939 – května 997), vlastním jménem Čao Kchuang-i (čínsky pchin-jinem Zhào Kuāngyì, znaky zjednodušené 赵匡义, tradiční 趙匡義) byl čínský generál a státník, bratr zakladatele říše Sung císaře Tchaj-cu a v letech 976–997 druhý sungský císař.

## Vláda
Tchaj-cung byl pracovitý a svědomitý císař. Jeho největším úspěchem bylo dokončení sjednocení Číny dobytím státu Severní Chan, přičemž osobně vedl armádu která zatopila nepřátelská města vodami řeky Fen. Liou Ťi-jüan, císař Severní Chan, se poté vzdal. Vzápětí Tchaj-cung pokračoval útokem na říši Liao, která držela 16 čínských pohraničních krajů, ale sungská armáda utrpěla porážku v bitvě u řeky Kao-liang. Byl to první velký sungský neúspěch.
Porážka v bitvě měla dlouhodobé důsledky, byla jedním z hlavních faktorů, které přispěly k přijetí defenzívní strategie ve vztahu k severnímu sousedu. Pro Tchaj-cunga byl také nebezpečný Čao Te-čao, syn předešlého císaře, podezřívaný Tchaj-cungem z usilování o trůn. Čao Te-čao nakonec roku 979 spáchal sebevraždu. Tchaj-cung se poté soustředil na rozvoj a posílení armády, současně omezil moc a vliv členů císařského rodu a jednotlivých vojevůdců nad ozbrojenými silami.
Roku 982 po smrti císaře Ťing-cunga nastoupil v říši Liao mladý, teprve dvanáctiletý panovník. Tchaj-cung se roku 986 rozhodl využít příležitost a zahájit válku, tři sungské armády však nebyly schopny zkoordinovat svůj postup a byly liaoským vojskem odraženy. Roku 988 naopak liaoské oddíly zaútočily na říši Sung.
Císař věnoval velkou pozornost blahobytu obyvatelstva, říše za jeho vlády prosperovala. Přejal politiku císaře Š'-cunga dynastie Pozdní Čou podporující růst zemědělské výroby, rozšíření zkouškového systému, psaní encyklopedií, rozšíření civilní služby a omezování moci vojenských guvernérů ťie-tu-š'.

## Rodina
Otec Čao Chung-jin (趙弘殷, 899–956) byl posmrtně jmenován císařem Süan-cu (宣祖), matka příjmením Tu (杜) obdržela posmrtné jméno „císařovna vdova Čao-sien“ (昭憲太后).
Hodnost císařovny obdržely čtyři z Tchaj-cuových manželek. Paní Jin (尹), dcera Jin Tching-süna, guvernéra Čchu-čou, se císařovnou Šu-te (孝惠皇后) stala posmrtně, stejně tak paní Fu (符, 941–975), dcera ministra Fu Jen-čchinga, obdržela posmrtný titul císařovna I-te (懿德皇后). Po Tchaj-cungově nástupu na trůn se císařovnou stala paní Li (李, 960–1004), dcera Li Čchu-jüna a císařovna Ming-te (明德皇后). Po její smrti se jiná paní Li (李, 943–977), dcera Li Jinga, stala císařovnou Jüan-te (元德皇后).
| Příjmení (titul) matky                          | #  | Jméno                    | Narození – úmrtí | Posmrtné jméno | Titul             | Udělení titulu |
| ----------------------------------------------- | -- | ------------------------ | ---------------- | -------------- | ----------------- | -------------- |
|                                                 | 1. | Čao Jüan-cuo (趙元佐)    | 965–1027         | Sien           | kníže z Chan-kung |                |
|                                                 | 2. | Čao Jüan-si (趙元僖)     | 966–992          | Čao-čcheng     | korunní princ     |                |
|                                                 | 3. | Čao Cheng (趙恆)         | 968–1022         |                | korunní princ     |                |
| Po smrti Tchaj-cunga vládl jako císař Čen-cung. | 3. | Čao Cheng (趙恆)         |                  |                |                   |                |
|                                                 | 4. | Čao Jüan-fen (趙元份)    | 969–1005         | Kung-ťing      | kníže z Šang      |                |
|                                                 | 5. | Čao Jüan-ťie (趙元傑)    | 972–1003         | Čao-wen        | kníže z Chuej     |                |
|                                                 | 6. | Čao Jüan-wo (趙元偓)     | 977–1018         | Kung-i         | kníže z Čen       |                |
|                                                 | 7. | Čao Jüan-čcheng (趙元偁) | 981–1014         | Čchu-kung      | kníže z Chuej     |                |
|                                                 | 8. | Čao Jüan-jen (趙元儼)    | 986–1044         | Kung-su        | kníže z Čou       |                |
|                                                 | 9. | Čao Jüan-i (趙元億)      |                  |                | kníže z Čchung    |                |

| Příjmení (titul) matky | #  | Titul                           | Narození – úmrtí  | Sňatek | Manžel                                     |
| ---------------------- | -- | ------------------------------- | ----------------- | ------ | ------------------------------------------ |
|                        | 1. | princezna Tcheng (滕國公主)     | zemřela v dětství |        |                                            |
|                        | 2. | princezna Sü (徐國大長公主)     |                   |        | generál Wu Jüan-i (左衛將軍吳元扆)         |
|                        | 3. | princezna Pin (邠國大長公主)    |                   |        |                                            |
|                        | 4. | princezna Jang (揚國大長公主)   |                   |        | generál Čchaj Cung-čching (左衛將軍柴宗慶) |
|                        | 5. | princezna Ťü (雍國大長公主)     |                   |        | generál Wang I-jung (右衛將軍王貽永)       |
|                        | 6. | princezna Wej (衛國大長公主)    |                   |        |                                            |
|                        | 7. | princezna Čchiao (荊國大長公主) |                   |        | Li Cun-sü (李遵勗)                         |